# Akolica (obwód miński)
Akolica (biał. Аколіца; ros. Околица, Okolica; hist. Chalawszczyzna) – wieś na Białorusi, w obwodzie mińskim, w rejonie mińskim, w sielsowiecie Gródek Ostroszycki.